# Crickhowell
Crickhowell (in gallese: Crug Hywel o Crughywel o Crucywel; 2.000 ab. circa) è una cittadina del Galles sud-orientale, appartenente alla contea di Powys e situata all'interno del parco nazionale delle Brecon Beacons e lungo il corso del fiume Usk.
La località deve il proprio nome ad un forte dell'Età del Ferro che la sovrastava, chiamato in gallese Crug Hywel.

## Geografia fisica

### Collocazione
Crickhowell si trova lungo la strada tra Brecon e Abergavenny (a sud-est della prima e a nord-ovest della seconda, da cui dista circa 10 km

## Edifici e luoghi d'interesse

### Il castello
L'edificio principale di Crickhowell è il castello, noto anche come Alisby's Castle e situato nel centro cittadino. Fu eretto nel XII secolo dalla famiglia Turberville e ricostruito in pietra nel 1272 da Grimbald Pauncefote, marito di un'erede dei Turberville.